# Satoru Jamagiši
Satoru Jamagiši (japonsko 山岸 智), japonski nogometaš, * 3. maj 1983.
Za japonsko reprezentanco je odigral 11 uradnih tekem.